# Frontera verde (película de 2023)
Frontera verde (en polaco: Zielona granica) es una película de 2023 dirigido por Agnieszka Holland. El drama se centra en la crisis de refugiados en la frontera entre Polonia y Bielorrusia.
La cinta fue seleccionada para competir por el León de Oro a la mejor película en el Festival de Cine de Venecia de 2023.

## Sinopsis
En la película, los caminos de una familia de refugiados sirios, una solitaria profesora de inglés de Afganistán y un joven guardia fronterizo se cruzan en la frontera entre Polonia y Bielorrusia. La crisis humanitaria que allí se vive, desencadenada por el presidente bielorruso Aleksandr Lukashenko, hace que muchos migrantes intenten utilizar la frontera como "puerta trasera" para entrar ilegalmente en la Unión Europea.